# Chucuito
Chucuito est une ville du Pérou dans la province de Puno, sur la rive occidentale du lac Titicaca, à 220 kilomètres nord-ouest de la Paz; 8 000 hab. Climat froid. Élevage de bétail. 
C’est une ville bien déchue, dont on portait la population à 30 000 habitants au commencement du XVIIIe siècle.

## Source
« Chucuito », dans Pierre Larousse, Grand dictionnaire universel du XIXe siècle, Paris, Administration du grand dictionnaire universel, 15 vol., 1863-1890 [détail des éditions].